# Capitol Wrestling Corporation
Công ty Capitol Wrestling Corporation là một công ty giải trí của Mỹ. Nó được điều hành bởi Vincent J. McMahon từ 1953 đến 1982. Nó hoạt động với tư cách là Capitol Wrestling Corporation (CWC), công ty ban đầu chuyên về quyền anh chuyên nghiệp và sau đó được đổi tên thành World Wide Wrestling Federation (WWWF) rồi World Wrestling Federation (WWF). Capitol Wrestling Corporation là tiền thân của WWE ngày nay, được điều hành bởi con trai ông, Vincent K. McMahon.

## Lịch sử

### Giai đoạn đầu (1953-1963)
Jess McMahon là một nhà quảng bá quyền anh chuyên nghiệp thành công, bắt đầu làm việc với Tex Rickard vào năm 1926. Với sự giúp đỡ từ Rickard, ông bắt đầu quảng bá quyền anh tại Madison Square Garden. Trước đó vài năm, Toots Mondt đã tạo ra một thử thách mới cho môn đấu vật chuyên nghiệp mà ông cho là Đấu vật Phong cách Tây Slam Bang. Ông ta thuyết phục được Ed Lewis và người quản lý Billy Sandow thực hiện giải pháp mới này và các đô vật ký hợp đồng với Gold Dust Trio của họ. Sau nhiều thành công, một sự bất đồng về quyền lực đã khiến bộ ba tan rã và cùng với đó là sự thăng tiến của họ. Mondt sau đó hình thành quan hệ đối tác với một số nhà quảng bá khác, bao gồm Jack Curley ở thành phố New York. Mondt cuối cùng tiếp quản công ty đấu vật ở New York, do thực trạng Curley đang hấp hối, với sự giúp đỡ của một số nhà viết sách, một trong số đó là Jess McMahon.
Vào ngày 7 tháng 1 năm 1953, chương trình đầu tiên của Capitol Wrestling Corporation (CWC) được sản xuất. Không rõ ai là người sáng lập CWC. Có một số nguồn tin cho rằng đó là Jess McMahon, nhưng số khác lại cho rằng đó là con trai ông, Vince McMahon, Sr. hay Vincent James McMahon. CWC sau đó gia nhập National Wrestling Alliance (NWA) và nhà sản xuất Toots Mondt từ New York cũng sớm tham gia CWC. Cùng nhau, họ rất thành công và kiểm soát khoảng 70% khán giả mua vé của NWA, phần lớn là do sự thống trị của họ ở Đông Bắc Hoa Kỳ, khu vực đông dân.

### World Wide Wrestling Federation (1963-1979)
Đầu năm 1963, Capitol bị đổi tên thành World Wide Wrestling Federation (WWWF), tiền thân WWE ngày nay, sau khi tranh cãi với NWA về việc Buddy Rogers được đặt ra để tổ chức giải vô địch NWA World Heavyweight Championship. Cả hai người rời công ty phản đối vụ việc và thành lập WWWF trong quá trình này, trao cho Rogers WWWF World Heavyweight Championship mới vào tháng 4 năm đó. Rogers đã thua đai cho Bruno Sammartino một tháng sau vào ngày 17 tháng 5 năm 1963, sau khi bị đau tim một tuần trước trận đấu.
WWWF hoạt động bảo thủ so với các công ty đấu vật khác; nó tổ chức tại sàn đấu lớn vào hàng tháng thay vì hàng tuần hoặc hai tuần một lần, thường có một nhà vô địch babyface đối mặt với nhiều nhân vật khác nhau trong các chương trình bao gồm một đến ba trận đấu. Sau khi đạt được thỏa thuận chương trình truyền hình và biến đô vật sơ bộ Lou Albano trở thành người quản lý cho các đô vật quay gót của Sammartino. WWWF đã bán hết doanh nghiệp vào năm 1970.
Mondt rời công ty vào cuối những năm 1960 và dù WWWF đã rút khỏi NWA, Vince McMahon, Sr. lặng lẽ gia nhập lại vào năm 1971. Tại cuộc họp thường niên NWA năm 1983, Jim Barnett và nhân viên WWF đều rút lui khỏi tổ chức.

### Đổi thương hiệu và bị bán cho Titan Sports (1979-1982)
Đến tháng 3 năm 1979, với mục đích tiếp thị, World Wide Wrestling Federation được đổi tên thành World Wrestling Federation (WWF). Trong năm đó, Vince McMahon, con trai Vince McMahon, Sr., thành lập công ty Titan Sports, vào ngày 21 tháng 2 năm 1980 tại Massachusetts.
Năm 1980, Titan Sports mua lại các hoạt động của Capitol, chuyển trụ sở chính đến Greenwich, Connecticut. Trong nỗ lực biến WWF thành chương trình đấu vật biểu diễn hàng đầu thế giới, McMahon bắt đầu mở rộng địa bàn làm thay đổi căn bản ngành công nghiệp này. Cuối cùng, McMahon cha không thể sống tới lúc nhìn thấy công ty phát triển từ một sự thúc đẩy lãnh thổ đến nay là một tổ chức toàn cầu. Ông đã qua đời vì bệnh ung thư tuyến tụy ở tuổi 69 vào ngày 24 tháng 5 năm 1984. Năm 1985, Titan chuyển đến Stamford, Connecticut, sau đó thành lập một thực thể mới vào năm 1987 tại Deleware và sau sát nhập vào công ty cũ năm 1988. Titan sau đó đổi tên thành Công ty World Wrestling Federation Entertaiment và sau nữa là Công ty World Wrestling Entertaiment năm 2002.

## Di sản
Gần 38 năm sau, vào tháng 10 năm 2020, thương hiệu NXT của WWE giới thiệu một studio tại trụ sở mới ở Orlando, thuộc Trung tâm Huấn luyện WWE, gọi là Trung tâm Đấu vật Capitol (Capitol Wrestling Center) để tỏ lòng kính trọng CWC.